# Nahal

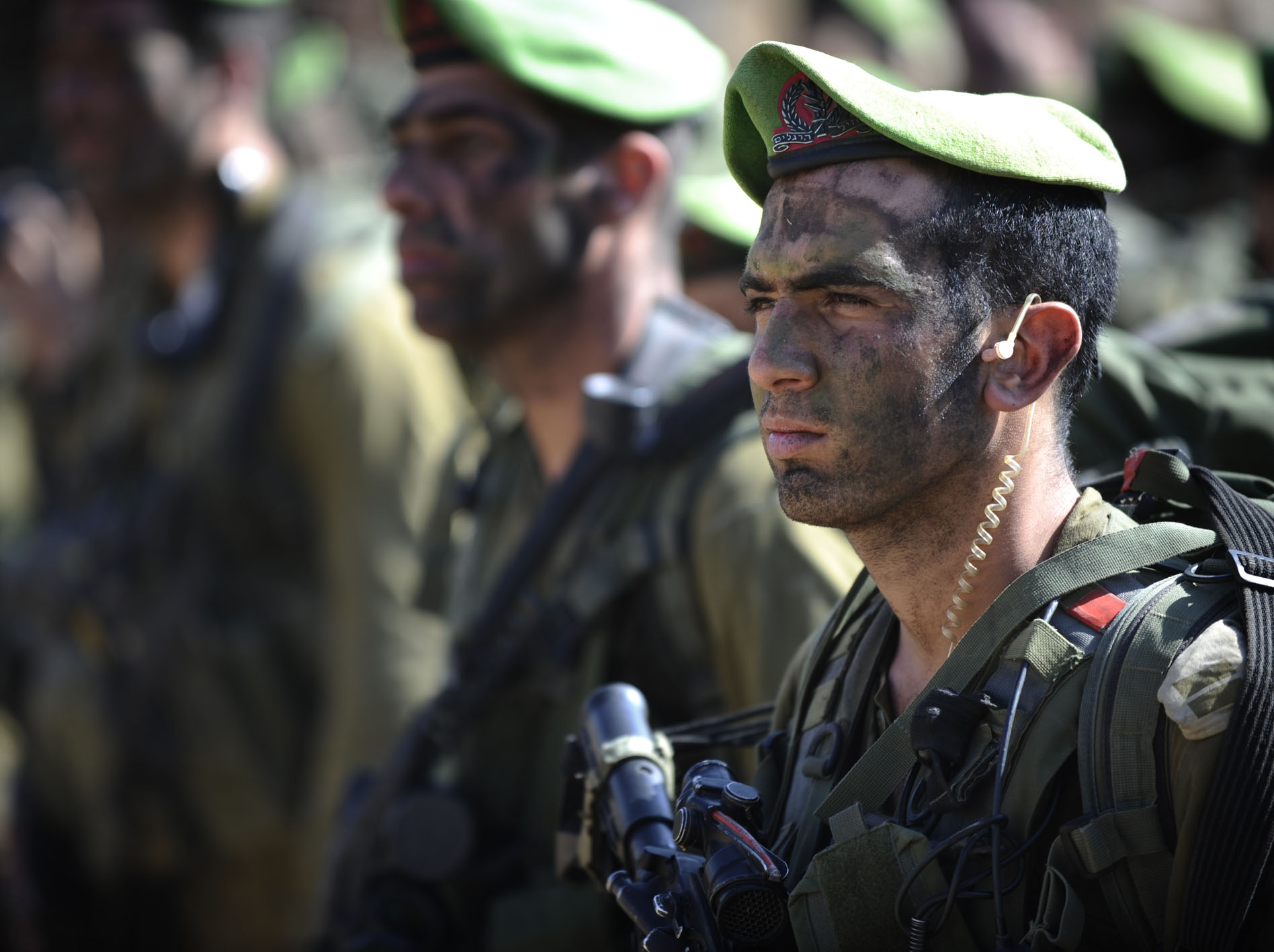
Soldados Nahal

Nahal (em hebraico:  נח"ל) (acrônimo de Noar Halutzi Lohem) se refere ao programa israelense que combina serviço militar e estabelecimento de assentamentos para agricultura.
A Brigada Nahal foi criada em 1948.